# Бореади

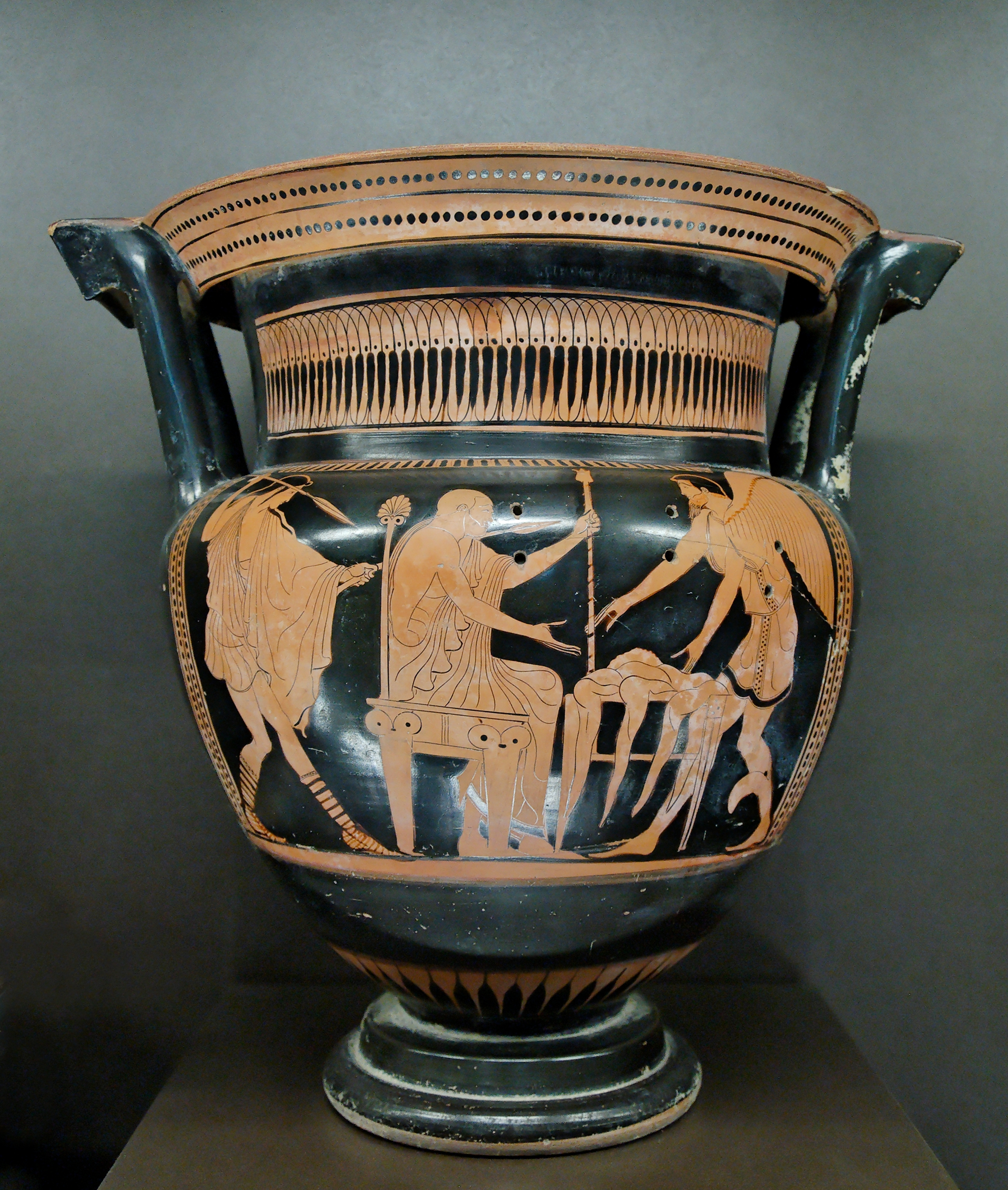
Бореади рятують Фінея від Гарпій, червонофігурний кратер

Бореа́ди (грец. Βορρέαδαι) — крилаті сини Борея й Орітії — Калаїд і Зет, які брали участь у поході аргонавтів і визволили від гарпій чоловіка своєї сестри Клеопатри, сліпого Фінея. (Варіант: визволили Клеопатру та її синів, яких закувала в кайдани друга дружина Фінея).
За пізнішим переказом, Геракл убив Бореадів на острові Тенос за те, що вони порадили аргонавтам не чекати героя, коли той пішов шукати Гіла. На острові Тенос показували гробниці Боредів; розповідали, що одна з колон на цих гробницях оберталася при подуві північного вітру (Борея).